# Stazione di Rimini Marina
La stazione di Rimini Marina era una fermata ferroviaria posta lungo la ferrovia Rimini-San Marino, chiusa nel 1944 a causa dei bombardamenti della Seconda guerra mondiale. Era a servizio del comune di Rimini.

## Storia
La fermata fu inaugurata insieme alla linea il 12 giugno 1932 e rimase attiva fino al 12 luglio 1944.
Dopo la seconda guerra mondiale la fermata e la linea non vennero più riattivati.

## Strutture e impianti
L'impianto si componeva inizialmente di un fabbricato viaggiatori, un'officina per la manutenzione dei rotabili e di una rimessa per le elettromotrici, quest'ultima distrutta dai bombardamenti della seconda guerra mondiale.